# Список міністрів внутрішніх справ України
Список міністрів внутрішніх справ України — список осіб, які очолювали та очолюють центральний виконавчий орган внутрішніх справ українських держав.

## Генеральний секретар внутрішніх справУкраїнської Центральної Ради
| № | Час повноважень               | Портрет | Ім'я                 |
| 1 | 15 червня 1917 — 9 січня 1918 |         | Володимир Винниченко |
| 2 | лютий — березень 1918         |         | Павло Христюк        |
| 3 | березень — квітень 1918       |         | Михайло Ткаченко     |

## Міністри внутрішніх справГетьманського уряду України
| №    | Час повноважень               | Портрет | Ім'я                  |
| в.о. | 29 квітня — 3 травня 1918     |         | Олександр Вишневський |
| 1    | 3 травня — 8 липня 1918       |         | Федір Лизогуб         |
| 2    | липень — жовтень 1918         |         | Ігор Кістяківський    |
|      |                               |         |                       |
| в.о. | 24 жовтня — 14 листопада 1918 |         | Віктор Рейнбот        |
| в.о. | ? 1918                        |         | Микола Василенко      |

## Міністри внутрішніх справДиректорії України
| № | Час повноважень                                     | Портрет | Ім'я                   |
| 1 | 10 грудня — 14 грудня 1918                          |         | Леонід Абрамович       |
| 2 | 14 грудня — 26 грудня 1918                          |         | Анатолій Пісоцький     |
| 3 | 26 грудня 1918 — 12 лютого 1919                     |         | Олександр Мицюк        |
| 4 | 14 лютого — 9 квітня 1919                           |         | Григорій Чижевський    |
| 5 | 9 квітня 1919 — 3 травня 1920                       |         | Ісаак Мазепа           |
| 6 | 3 травня — 26 травня 1920, березень — листопад 1921 |         | Михайло Білинський     |
| 7 | 26 травня 1920 — березень 1921                      |         | Олександр Саліковський |

## Державний секретаріат внутрішніх справ Західноукраїнської Народної Республіки
| № | Час повноважень                 | Портрет | Ім'я               |
| 1 | 9 листопада 1918 — 4 січня 1919 |         | Лонгин Цегельський |

## Секретар внутрішніх справУСРР
| № | Час повноважень                | Портрет | Ім'я        |
| 1 | 17 грудня 1917 — березень 1918 |         | Євгенія Бош |

## Народні секретарі внутрішніх справ УСРР
| № | Час повноважень             | Портрет | Ім'я              |
| 1 | березень 1918               |         | Євген Неронович   |
| 2 | 8 березня — 25 березня 1918 |         | Андрій Іванов     |
| 3 | березень — листопад 1918    |         | Юрій Коцюбинський |

## Народні комісари внутрішніх справ УРСР (УСРР)
| №  | Час повноважень                 | Портрет | Ім'я                 |
| 1  | 29 січня — грудень 1919         |         | Василь Аверін        |
| 2  | 29 січня — вересень 1919        |         | Климент Ворошилов    |
| 3  | лютий — березень 1920           |         | Григорій Колос       |
| 3  | 3 лютого — 9 травня 1920        |         | Християн Раковський  |
| 3  | 9 травня 1920 — квітень 1921    |         | Володимир Антонов    |
| 3  | 13 квітня — липень 1921         |         | Павло Кін            |
| 4  | 19 липня 1921 — лютий 1922      |         | Микола Скрипник      |
| 5  | 22 березня 1922 — серпень 1923  |         | Василь Манцев        |
| 2  | серпень — грудень 1923          |         | Іван Ніколаєнко      |
| 3  | грудень 1923 — березень 1924    |         | Сергій Буздалін      |
| 4  | березень 1924 — 28 грудня 1930  |         | Всеволод Балицький   |
| 5  | 15 липня 1934 — 11 травня 1937  |         | Всеволод Балицький   |
| 6  | 20 травня — 14 червня 1937      |         | Василь Іванов        |
| 7  | 14 червня 1937 — 25 січня 1938  |         | Ізраїль Леплевський  |
| 8  | 25 січня — 14 листопада 1938    |         | Олександр Успенський |
| 9  | 1938 — 1938                     |         | Василь Осокін        |
| 10 | 7 грудня 1938 — 2 вересня 1939  |         | Амаяк Кобулов        |
| 11 | 2 вересня 1939 — 25 лютого 1941 |         | Іван Сєров           |
| 12 | 25 лютого 1941 — 29 липня 1943  |         | Василь Сергієнко     |
| 13 | 29 липня 1943 — січень 1946     |         | Василь Рясной        |

## Міністри внутрішніх справ УРСР
| № | Час повноважень                 | Ім'я             |
| 1 | 16 січня 1946 — 19 березня 1953 | Тимофій Строкач  |
| 2 | 19 березня — 30 червня 1953     | Павло Мешик      |
| 3 | 3 липня 1953 — 31 травня 1956   | Тимофій Строкач  |
| 4 | серпень 1956 — квітень 1962     | Олексій Бровкін  |
| 5 | 9 квітня 1962 — 16 червня 1982  | Іван Головченко  |
| 6 | червень 1982 — липень 1990      | Іван Гладуш      |
| 7 | 26 липня 1990 — 24 серпня 1991  | Андрій Василишин |

## Міністри внутрішніх справ незалежної України
| №     | Час повноважень                    | Портрет                     | Ім'я                |
| 1     | 24 серпня 1991 — 21 липня 1994     |                             | Андрій Василишин    |
| в. о. | 21 липня 1994 — 28 липня 1994      |                             | Володимир Радченко  |
| 2     | 28 липня 1994 — 3 липня 1995       |                             | Володимир Радченко  |
| 3     | 3 липня 1995 — 26 березня 2001     | Юрій Кравченко (праворуч)   | Юрій Кравченко      |
| 4     | 26 березня 2001 — 27 серпня 2003   |                             | Юрій Смирнов        |
| 5     | 27 серпня 2003 — 3 лютого 2005     |                             | Микола Білоконь     |
| 6     | 4 лютого 2005 — 1 грудня 2006      |                             | Юрій Луценко        |
| 7     | 1 грудня 2006 — 18 грудня 2007     | Василь Цушко                | Василь Цушко        |
| 8     | 18 грудня 2007 — 28 січня 2010     |                             | Юрій Луценко        |
| в.о.  | 28 січня 2010 — 29 січня 2010      |                             | Юрій Луценко        |
| в.о.  | 29 січня 2010 — 11 березня 2010    |                             | Михайло Клюєв       |
| 9     | 11 березня 2010 — 7 листопада 2011 | Анатолій Могильов           | Анатолій Могильов   |
| 10    | 7 листопада 2011 — 21 лютого 2014  | Віталій Захарченко          | Віталій Захарченко  |
| в. о. | 22 лютого 2014 — 27 лютого 2014    | Арсен Аваков                | Арсен Аваков        |
| 11    | 27 лютого 2014 — 15 липня 2021     | Арсен Аваков                | Арсен Аваков        |
| 12    | 16 липня 2021 — 18 січня 2023      | Денис Монастирський         | Денис Монастирський |
| в. о. | 18 січня 2023 — 7 лютого 2023      | Клименко Ігор Володимирович | Ігор Клименко       |
| 13    | з 7 лютого 2023                    | Клименко Ігор Володимирович | Ігор Клименко       |